# 조 (원피스)
조(Zou, ゾウ)는 일본 만화 및 애니메이션 《원피스》에 등장하는 밍크족이 거주하는 가공의 섬이다. 성우는 히우라 벤 / 이창민.

## 소개
거대한 코끼리 '즈니샤'의 등 위에 위치해 있으며, 이 코끼리는 약 1000년 동안 안개 속을 헤메고 있다고 한다. '모코모'라는 이름의 나라가 있었지만 카이도의 부하 잭에 의해 거의 완전히 파괴된 상태다. 마침 도착한 밀짚모자 해적단의 도움으로 주민들이 구조되고, 밀짚모자 해적단·하트 해적단·코즈키 일가와 협력하기로 한다. 코끼리의 등 위에 있기 때문에 기록지침으로는 절대 찾을 수 없다. 신세계의 종착점 '라프텔'의 위치를 알 수 있는 '로드 포네그리프' 4개 중 하나가 이곳에 있다.

## 모코모 공국(公國)
낮의 왕 이누아라시 공작
밤의 왕 네코마무시 나리
시실리안(사자 밍크)(통칭 '전력(全力)의' 시실리안)
성우 : 김현욱
이누아라시 공작 휘하의 전투 부대인 머스킷티어 부대의 3인조 대장 중 한 명이자 총사대 대장이다. 매사에 진지한 성격으로, 무슨 일이든 전력으로 행한다. 페드로는 이 때문에 시끄럽다고 한다. 밀짚모자 해적단이 오기 전에 잭에게 고문을 당했었다. 자신들을 구해준 밀짚모자 해적단과 그들의 선장 몽키 D. 루피를 은인으로 감사하고 있다. 나이는 34세로 히나와 동갑.
완다(개 밍크)
성우 : 오리카사 후미코
성우 : 윤은서
밍크족의 전사로 캐럿과 더불어서 '왕의 새'의 일원이다. '와니'라는 이름의 악어를 타고 다닌다. 밀짚모자 해적단을 알아보고는 루피와 로디의 싸움을 중재했다. 처음에는 밀짚모자 해적단을 적으로 알고 덤볐으나 독 때문에 몸이 약해져서 오히려 나미에게 제압당한다. 폭탄으로 날려버릴려고 하자 페드로가 폭탄의 불을 끄고 그는 잭 일당과 관계없다고 말한다. 마을의 독가스가 사라진 것도 밀짚모자 해적단이라고 말한다. 밀짚모자 해적단과 친해져서 밀짚모자 해적단을 따라가고 싶어한다. 나이는 28세로 돈 사이와 동갑이다.
캐럿(토끼 밍크)
미야기(염소 밍크)
밍크족 의사. 다친 밍크족들을 치료하는 쵸파를 도와주었다.
트리스탄(다람쥐 밍크)
밍크족 간호사. 다친 밍크족들을 치료하는 쵸파를 도와주었다. 나중에 밀짚모자 해적단을 따라가서 쵸파 선생님 조수로서 많이 협력하고 싶다고 한다.
故 페드로(재규어 밍크)(통칭 '나무 위의' 페드로)
성우 : 미키 신이치로
성우 : 신경선(애니박스)
고래 숲의 가디언즈 단장 겸 전 녹스 해적단 선장이다. 보안관들의 대장이다. 빅 맘 해적단의 본거지 토트랜드에 잠입하려 떠나는 루피 일행과 동행 중이다. 과거에 페콤즈와 탐험을 나선 적이 있으며, 로드 포네그리프를 찾으러 빅 맘 해적단의 본거지에 숨어들었으나 빅 맘(샬롯 링링)에게 붙잡혔다. 그리하여 빅 맘(샬롯 링링)에게 50년의 수명을 빼았겼다. 잭이 떠난 후 나타난 밀짚모자 해적단에게 도움을 청한다. 이후, 루피와 같이 빅 맘(샬롯 링링)이 있는 홀케이크 아일랜드로 향한다. 현상금은 前 3억 8200만 베리. 877화에서는 샬롯 페로스페로와 전투 중 자신의 몸에 숨겨뒀던 폭탄을 사용해 자폭을 하며, 향년 32세로 생을 마감한다. 이후 쿠리 삿갓 마을에 페드로와 공개처형 된 야스이에 무덤을 만들어 놓는다.
로디(소 밍크)
성우 : 김민주(애니원)
고래 숲의 보안관. 숲에 들어가려는 루피를 막기 위해 블랙백과 함께 루피와 싸우다가 완다에 의해 저지되었다.
비비(블랙백)(고릴라 밍크)
성우 : 황창영(애니박스)
고래 숲의 보안관. 동료들 사이에서는 이름을 줄여서 비비(Black Back의 BB)라고도 불린다. 바나나를 매우 좋아한다. 잭에게 고문을 당하고 팔을 다친 상태였으나 한쪽 팔로 하트 해적단의 전투원 쟘발을 제압했다.
바리에테(원숭이 밍크)
성우 : 김현욱(애니박스)
고래 숲의 경비원. 루피 일행들과 킨에몬, 칸주로가 조에 올라가는 중에 위에서 떨어지면서 킨에몬과 칸주로랑 부딛치면서 둘을 떨어뜨린 장본인이다. 하지만, 그 다음날 아침에 셋이서 힘을 내어 킨에몬, 칸주로랑 같이 조에 올라서 도착을 한다. 이후, 몰래 루피와 같이 홀케이크 아일랜드를 가려는 캐럿을 말리려 했지만, 캐럿이 준 바나나의 유혹에 넘어가 매수를 당한다.